# Hatsuyuki no koi - Virgin Snow
 Hatsuyuki no koi - Virgin Snow (初雪の恋 ヴァージン・スノー: Hatsuyuki no koi; 첫눈: Cheonnun) è un film del 2007 diretto da Han Sang-hee.

## Trama
Min è un ragazzo coreano che si trasferisce in Giappone insieme al padre professore. Un giorno incontra, in un santuario locale, una bella ragazza giapponese dai capelli lunghi ed occhi innocenti. Il suo nome è Nanae, ed è un'aspirante pittrice. Min si innamora di lei a prima vista e ben presto scopre che frequenta la stessa scuola in cui si è appena iscritto.
Min fa amicizia con Nanae e, nonostante le barriere culturali e linguistiche, i due diventano ottimi amici. Quando la nonna di Min si ammala improvvisamente, il ragazzo è costretto a tornare in Corea per stare con lei.
Tornato in Giappone dopo la guarigione della nonna, Min si mette subito alla ricerca di Nanae, che sembra essere diventata introvabile...